# Belcher Channel
Belcher Channel – kanał morski w Zatoce Norweskiej, w kanadyjskim Nunavut. Odziela wyspy Cornwall Island od Devon. W kanale położone są wyspy Table Island i Ekins Island.